# Polistes africanus
Polistes africanus är en getingart som beskrevs av Ambroise Marie François Joseph Palisot de Beauvois 1818.
Polistes africanus ingår i släktet pappersgetingar och familjen getingar. Inga underarter finns listade i Catalogue of Life.